# George Wiley
George Ellsworth Wiley (Little Falls, 7 de mayo de 1881-Little Falls, 3 de marzo de 1954) fue un deportista estadounidense que compitió en ciclismo en la modalidad de pista.
Participó en los Juegos Olímpicos de San Luis 1904, obteniendo dos medallas, plata en 5 millas y bronce en 25 millas. Ganó una medalla de oro en el Campeonato Mundial de Ciclismo en Pista de 1912.

## Medallero internacional
| Juegos Olímpicos   | Juegos Olímpicos          | Juegos Olímpicos  | Juegos Olímpicos |
| Año                | Lugar                     | Medalla           | Competición      |
| ------------------ | ------------------------- | ----------------- | ---------------- |
| 1904               | San Luis (Estados Unidos) | Medalla de plata  | 5 millas         |
| 1904               | San Luis (Estados Unidos) | Medalla de bronce | 25 millas        |
| Campeonato Mundial |                           |                   |                  |
| Año                | Lugar                     | Medalla           | Competición      |
| 1912               | Newark (Estados Unidos)   | Medalla de oro    | Medio fondo (P)  |